# 3D-друкована вогнепальна зброя

Прапор Come and Take It (Folder) — символ, який використовують прихильники 3D-друкованої зброї

Вогнепальна зброя, надрукована на 3D-принтері — це вогнепальна зброя, яка в основному виготовляється за допомогою 3D-принтера. Її можна класифікувати за типом використовуваних 3D-принтерів: пластикова (виготовлення настільних плавлених ниток), металева (промислове селективне лазерне плавлення) або обидва. У той час як надрукована пластиком на принтері зброя зазвичай використовуються як імпровізована вогнепальна зброя, яка ухиляється від контролю над зброєю, 3D-друк металом зброї частіше вважається способом для законних виробників зброї змінити традиційні обмеження дизайну.
Хоча можна створити повністю пластикову зброю, така вогнепальна зброя, як правило, надзвичайно недовговічна. Замість цього практичніше надрукувати пластикову коробку та використати метал у дії та стволі. Металеві деталі можна виготовити самостійно або купити у вигляді комплекту деталей.
Супутнім питанням є виробництво методом 3D-друку деталей для звичайної вогнепальної зброї. Друковані магазини великої місткості обходять обмеження щодо штурмової зброї, шептали послаблюють контроль над повністю автоматичною вогнепальною зброєю, а пістолетні ложи провокують політичну дискусію щодо короткоствольних гвинтівок.

## Історія
У 2012 році американська команда Defense Distributed оголосила про плани розробити робочий пластиковий пістолет, який зможе завантажити та відтворити будь-хто за допомогою 3D-принтера. Defense Distributed також розробила нижню ствольну коробку для гвинтівки типу AR-15 для 3D-друку (здатна витримати понад 650 патронів) і різноманітні магазини. У травні 2013 року Defense Distributed завершила розробку першого робочого креслення для виробництва пластикового пістолета за допомогою 3D-принтера. Державний департамент США вимагав видалити інструкції з вебсайту Defence Distributed (DEFCAD), вважаючи їх порушенням Закону про контроль за експортом озброєнь. У 2015 році засновник Defense Distributed Коді Вілсон подав до суду на уряд Сполучених Штатів через свободу слова, а у 2018 році Міністерство юстиції визнало право Вілсона публікувати інструкції щодо виробництва вогнепальної зброї, надрукованої на 3D.
Судові позови проти Defense Distributed надихнули створення більш децентралізованих 3D-друкованих спільнот з вогнепальної зброї, включаючи Deterrence Dispensed і FOSSCAD, у 2019 році. Учасники цих інтернет-спільнот залишаються анонімними і іноді перебувають у юрисдикціях, де заборонено виробництво зброї на замовлення.
У 2013 році техаська компанія Solid Concepts продемонструвала 3D-друковану версію металевого пістолета M1911 за допомогою промислового 3D-принтера. У 2014 році новозеландська компанія Oceania Defence продемонструвала 3D-друковані титанові глушителі, які на 50 % легші за звичайні.
Grizzly — це 3D-друкована гвинтівка 22-го калібру, створена приблизно в серпні 2013 року. Вона була створений за допомогою принтера Stratasys Dimension 1200es. Її створив канадець, відомий лише під псевдонімом «Метью», який розповів The Verge, що йому було близько 20 років, і його основною роботою було виготовлення інструментів для будівельної індустрії. Оригінальний Grizzly зробив один постріл, перш ніж зламатися. Grizzly 2.0 випустив чотирнадцять куль, перш ніж отримати пошкодження через деформацію.
У жовтні 2020 року була створена ще одна 9-мм гвинтівка, надрукована на 3D-принтері, відома як «ФСК-9». Повідомляється, що її можна зробити за 2 тижні з інструментами в 500 доларів. Пізніше у квітні 2021 року була виготовлена друга модель.

## Вплив на контроль зброї
Після того, як Defense Distributed оприлюднила свої плани, виникли питання щодо впливу 3D-друку та широко поширеної обробки з ЧПУ на ефективність контролю зброї.
Міністерство внутрішньої безпеки США та Об'єднаний регіональний розвідувальний центр опублікували записку, в якій зазначено: «Значний прогрес у можливостях тривимірного (3D) друку, доступність безплатних файлів цифрового 3D-принтера для компонентів вогнепальної зброї та труднощі з регулюванням обміну файлами можуть становити ризики для громадської безпеки. Від некваліфікованих шукачів зброї, які отримують або виробляють 3D-друковану зброю», і що «пропонований закон про заборону 3D-друку зброї може стримувати, але не може повністю запобігти її виробництву. Навіть якщо ця практика буде заборонена новим законодавством, онлайн-розповсюдження цих цифрових файлів буде так само складно контролювати, як і будь-які інші музичні, фільми чи файли програмного забезпечення, які продаються незаконно».
На міжнародному рівні, де контроль за зброєю, як правило, жорсткіший, ніж у Сполучених Штатах, деякі коментатори стверджують, що вплив може відчуватися сильніше, оскільки альтернативну вогнепальну зброю не так легко отримати. Європейські чиновники відзначили, що виробництво 3D-друкованої зброї було б незаконним відповідно до їхніх законів про контроль над зброєю і що злочинці мають доступ до інших джерел зброї, але зазначили, що в міру вдосконалення технології ризики ефекту будуть зростати. Завантаження моделей зброї із Великої Британії, Німеччини, Іспанії та Бразилії стало складнішим.
Спробу обмежити розповсюдження моделей зброї через Інтернет порівнюють з марністю запобігання широкому розповсюдженню DeCSS, що дозволило копіювати DVD. Після того, як уряд США доручив Defense Distributed скасувати розповсюджені плани, вони все ще були широко доступні через The Pirate Bay та інші файлообмінні сайти. Деякі законодавці США запропонували правила щодо 3D-принтерів, щоб заборонити їх використання для друку зброї. Прихильники 3D-друку припускають, що такі норми будуть марними, можуть пошкодити індустрію 3D-друку та порушити права на свободу слова.

## Правовий статус

### Австралія
В Австралії закон штату Нового Південного Уельсу криміналізує володіння цифровими планами та файлами для 3D-друку вогнепальної зброї відповідно до розділу 51F Закону про вогнепальну зброю 1996 року. В одному випадку у 2015 році під час рейду поліції в лабораторії з виготовлення метамфетану було знайдено заряджену виготовлену методом 3D-друку вогнепальну зброю.
В іншій справі в лютому 2017 року Січен Сан був заарештований за звинуваченням у зброї для 3D-друку. Під час судового розгляду в грудні 2017 року він визнав себе винним за звинуваченнями, зокрема у володінні цифровим кресленням для виготовлення вогнепальної зброї, виготовленні пістолета без ліцензійного дозволу та володінні несанкціонованим пістолетом. Під час слухання вироку 6 серпня 2018 року він сказав суду, що спочатку хотів відтворити зброю з відеоігри Halo, а коли почав шукати креслення в Інтернеті, він завантажив плани іншої зброї, які виглядали «круто». Раніше Сан опублікував в Інтернеті оголошення про продаж однієї зі своїх імітацій зброї за «1 мільйон доларів з можливістю переговорів» у групі купівлі, обміну та продажу у Facebook, через що почалось розслідування.

### Канада
Кримінальний кодекс Канади визнає злочином виготовлення особи (або пропонування виготовити) будь-якої вогнепальної зброї або боєприпасів, знаючи, що ця особа не має права робити це відповідно до канадських законів чи правил. Дозвіл на виробництво можна отримати, наприклад, як можливість, яка додається до ліцензії на вогнепальну зброю. Крім того, уряд Канади заявив, що «незалежно від методу виробництва, для виробництва вогнепальної зброї потрібна бізнес-ліцензія». Щонайменше два окремих випадки впродовж 2020 року призвели до звинувачень у 3D-друкуванні вогнепальної зброї.

### Німеччина
Стрілянина в синагозі Галле отримала особливу популярність через використання зловмисником саморобної вогнепальної зброї. Одним зі зразків вогнепальної зброї, який він взяв із собою (хоча не використовував), була гібридна конструкція, де нижня ствольна коробка була надрукована на 3D, а також у нього були магазини, надруковані на 3D. Він також виготовив ще декілька екземплярів зброї, надрукованих на 3D-принтері, які не взяв з собою. Це викликало питання щодо правового статусу такої вогнепальної зброї, хоча більшість партій, представлених у Бундестазі, наполягали в тому, що ніяких додаткових законодавчих актів не буде потрібно, оскільки чинний німецький закон про зброю прямо забороняє неліцензійне виробництво вогнепальної зброї незалежно від методу.

### Італія
Вогнепальна зброя, надрукована на 3D-принтері, підпадає під дію тих же законів, що й звичайна вогнепальна зброя, але вимагає лише ліцензії, якщо вогнепальна зброя залишається в межах закону. У листопаді 2021 року повідомлялося, що в Неаполі та інших районах Кампанії місцева Каморра почала використовувати 3D-друковану вогнепальну зброю та боєприпаси через легкість доступу та для продажу іншим угрупуванням. Про це з'ясували завдяки виявленню відео та зображень на конфіскованому iPhone із зазначеною вогнепальною зброєю.

### Японія
У травні 2014 року в Японії Йошітомо Імура був першим заарештованим за зберігання друкованої зброї. Імура мав п'ять гармат, дві з яких можна було стріляти, але не мали патронів. Раніше Імура опублікував креслення та відео своїх револьверів Zig Zag в Інтернеті, що почало розслідування.

### Сінгапур
У січні 2021 року уряд Сінгапуру прийняв закон, згідно з яким будь-кому в Сінгапурі володіння цифровим кресленням зброї або її частини без ліцензії відповідно до Закону про контроль над зброєю, вибуховими речовинами та зброєю вважається правопорушенням.

### Велика Британія
У Сполученому Королівстві Закон про вогнепальну зброю 1968 року забороняє виробництво зброї та її частин без дозволу уряду. Таким чином, 3D-друкована зброя де-факто заборонена, оскільки закон забороняє будь-яке виробництво, незалежно від методу. Однак Міністерство внутрішніх справ оновило свій посібник із закону про ліцензування вогнепальної зброї, зокрема згадав про заборону на 3D-друковану зброю.
У червні 2019 року 26-річний Тендай Мусуер став першою людиною у Сполученому Королівстві, яку звинувачено у виготовленні пістолету за допомогою 3D-принтера. Вогнепальна зброя, яка, як він стверджує, була лише реквізитом для фільму-антиутопії, над яким він працював, була знайдена під час рейду після заяв, що він вирощував і продавав канабіс. Спочатку в жовтні 2017 року він стверджував, що друкує лише моделі, схожі на зброю, але в лютому 2018 року, після чергового рейду, було виявлено, що його наміри полягали в тому, щоб зробити робочу вогнепальну зброю на основі історії його браузера та деяких робочих компонентів зброї, знайдених у його будинку разом із саморобним порохом.

### Сполучені Штати
Відповідно до Закону про вогнепальну зброю, яку неможливо виявити, виробництво будь-якої вогнепальної зброї, яку не можна виявити за допомогою металодетектора, є незаконним, тому законні конструкції вогнепальної зброї, наприклад Liberator, ⁣ вимагають, щоб металева пластина була вставлена в надрукований корпус. Закон передбачав припинення дії 9 грудня 2013 року. Сенатор Чарльз Шумер запропонував оновити закон і розширити тип зброї, яка буде заборонена. Пропоновані оновлення та розширення чинного Закону про вогнепальну зброю, що не можна виявити (H.R. 1474, S. 1149) включають положення про криміналізацію індивідуального виробництва ствольних коробок і магазинів для вогнепальної зброї, які не включають довільну кількість металу, заходи, що виходять за рамки початкового UFA і не поширюються на комерційне виробництво .
3 грудня 2013 року Палата представників Сполучених Штатів прийняла законопроєкт про продовження дії Закону про вогнепальну зброю, що не можна виявити 1988 року, на 10 років (HR 3626; 113-й Конгрес). Законопроєкт продовжив дію Закону, але не змінив жодних положень закону. Тема 3D-друкованої зброї привернула таку увагу, що у 2014 році Netflix включив її у свій документальний фільм «Надрукуй легенду», фільм про важливість технології 3D-друку.
27 серпня 2018 року федеральний суддя Сполучених Штатів заборонив Defense Distributed та її засновнику Коді Вілсону публікувати в Інтернеті 3D-друковані креслення зброї. Спершу суддя Ласнік наклав на Вілсона тимчасовий запобіжний захід, але термін його дії закінчився, тому він наказав ввести попередню заборону, яка блокує розповсюдження в Інтернеті в Сполучених Штатах, поки триває судовий процес.
У січні 2020 року адміністрація Трампа опублікувала зміну правил, згідно з якою креслення зброї, надруковані на 3D-принтері, вилучалося зі списку боєприпасів і передавались адміністративні повноваження щодо них Міністерству торгівлі, однак у березні 2020 року окружний суддя США Джонс заблокував зміну правил. У квітні 2021 року дев'ятий окружний апеляційний суд скасував це рішення.